# كارل دورسي
كارل دورسي (بالإنجليزية: Carl Dorsey)‏ هو متسابق يخت أمريكي، ولد في 12 مايو 1894، وتوفي في 9 يوليو 1974.

## وصلات خارجية
- كارل دورسي على موقع الاتحاد الدولي للملاحة الشراعية (موقع جديد) (الإنجليزية)
- كارل دورسي على موقع الاتحاد الدولي للملاحة الشراعية (موقع قديم) (الإنجليزية)
- كارل دورسي على موقع اللجنة الأولمبية الدولية (الإنجليزية)
- كارل دورسي على موقع أوليمبيديا (الإنجليزية)